# جوديث روث
جوديث روث (بالألمانية: Judith Roth)‏ هي لاعبة كرة قدم أمريكية ولاعبة كرة قدم ألمانية، ولدت في 31 مارس 1966. شاركت مع منتخب ألمانيا لكرة القدم للسيدات.